# 이정식 (야구인)
이정식(李正植, 1981년 11월 2일 ~ )은 전 KBO 리그 삼성 라이온즈의 포수이자, 현 KBO 리그 삼성 라이온즈의 배터리코치이다.

## 선수 시절

### 삼성 라이온즈시절
2004년 병역 비리 사건으로 군 복무를 하게 된 현재윤을 대신해 2005년부터 본격적인 활동을 시작했고, 진갑용을 보조해 한국시리즈 우승을 2번 경험했다.

### 상무 야구단시절
2007년 시즌 후에 입대해 2009년에 제대하였다.

### 삼성 라이온즈복귀
2010년 초반 부진에 빠진 현재윤을 대신해 진갑용의 백업 포수 자리에 복귀했지만 그 해 8월 15일 김태완이 휘두른 방망이에 척골이 골절돼 시즌 아웃됐다. 2016년 10월 25일에 김건한, 김태완과 함께 방출됐으며 사실상 현역에서 은퇴했다.

## 야구선수 은퇴 후
방출 후 코치 제안을 받았고, 이를 받아들여 2017년부터 삼성 라이온즈의 육성군 배터리코치로 활동했다.

## 출신 학교
- 서울중대초등학교
- 자양중학교
- 장충고등학교
- 경성대학교

## 통산 기록
| 연도   | 팀     | 경 기 | 타 수 | 득 점 | 안 타 | 2 타 | 3 타 | 홈 런 | 타 점 | 도 루 | 희 생 | 4 사 구 | 사 구 | 삼 진 | 병 살 | 실 책 | 타 율 | 장 타 율 | 출 루 율 |
| ------ | ------ | ----- | ----- | ----- | ----- | ---- | ---- | ----- | ----- | ----- | ----- | ------- | ----- | ----- | ----- | ----- | ----- | -------- | -------- |
| 2004년 | 삼성   | 32    | 42    | 6     | 6     | 0    | 0    | 2     | 5     | 0     | 1     | 5       | 1     | 14    | 0     | 0     | 0.143 | 0.286    | 0.250    |
| 2005년 | 삼성   | 59    | 67    | 7     | 15    | 3    | 0    | 1     | 4     | 0     | 4     | 6       | 1     | 13    | 4     | 2     | 0.224 | 0.313    | 0.297    |
| 2006년 | 삼성   | 69    | 83    | 13    | 19    | 5    | 0    | 2     | 9     | 3     | 1     | 6       | 2     | 19    | 1     | 0     | 0.229 | 0.361    | 0.297    |
| 2007년 | 삼성   | 65    | 64    | 6     | 10    | 3    | 0    | 3     | 9     | 0     | 1     | 7       | 1     | 10    | 1     | 1     | 0.156 | 0.344    | 0.250    |
| 2010년 | 삼성   | 50    | 93    | 12    | 24    | 3    | 0    | 1     | 7     | 2     | 5     | 6       | 0     | 22    | 4     | 5     | 0.258 | 0.323    | 0.303    |
| 2011년 | 삼성   | 8     | 5     | 0     | 2     | 0    | 0    | 0     | 0     | 0     | 0     | 0       | 0     | 3     | 0     | 0     | 0.400 | -        | -        |
| 2012년 | 삼성   | 46    | 53    | 4     | 8     | 0    | 0    | 0     | 1     | 0     | 0     | 7       | 1     | 19    | 0     | 1     | 0.151 | -        | -        |
| 2013년 | 삼성   | 11    | 17    | 3     | 4     | 0    | 0    | 1     | 4     | 1     | 0     | 0       | 0     | 4     | 1     | 0     | 0.235 | -        | -        |
| 통산   | 8 시즌 | 340   | 424   | 51    | 88    | 14   | 0    | 10    | 39    | 6     | 12    | 37      | 6     | 104   | 11    | 9     | 0.208 | -        | -        |